# Самшвилдский Сион
Церковь Самшвилдский Сион (груз. სამშვილდის სიონი) — руинированный средневековый православный собор и одна из главных архитектурных достопримечательностей исторического места Самшвилде в южном регионе Грузии Квемо-Картли. Представляет собой купольный храм с апсидным алтарём и пастофорием, построенный между 759 и 777 годами. К настоящему времени от собора сохранились только фрагменты восточной стены. В 2007 году собор был включён в список недвижимых культурных памятников национального значения Грузии.

## История

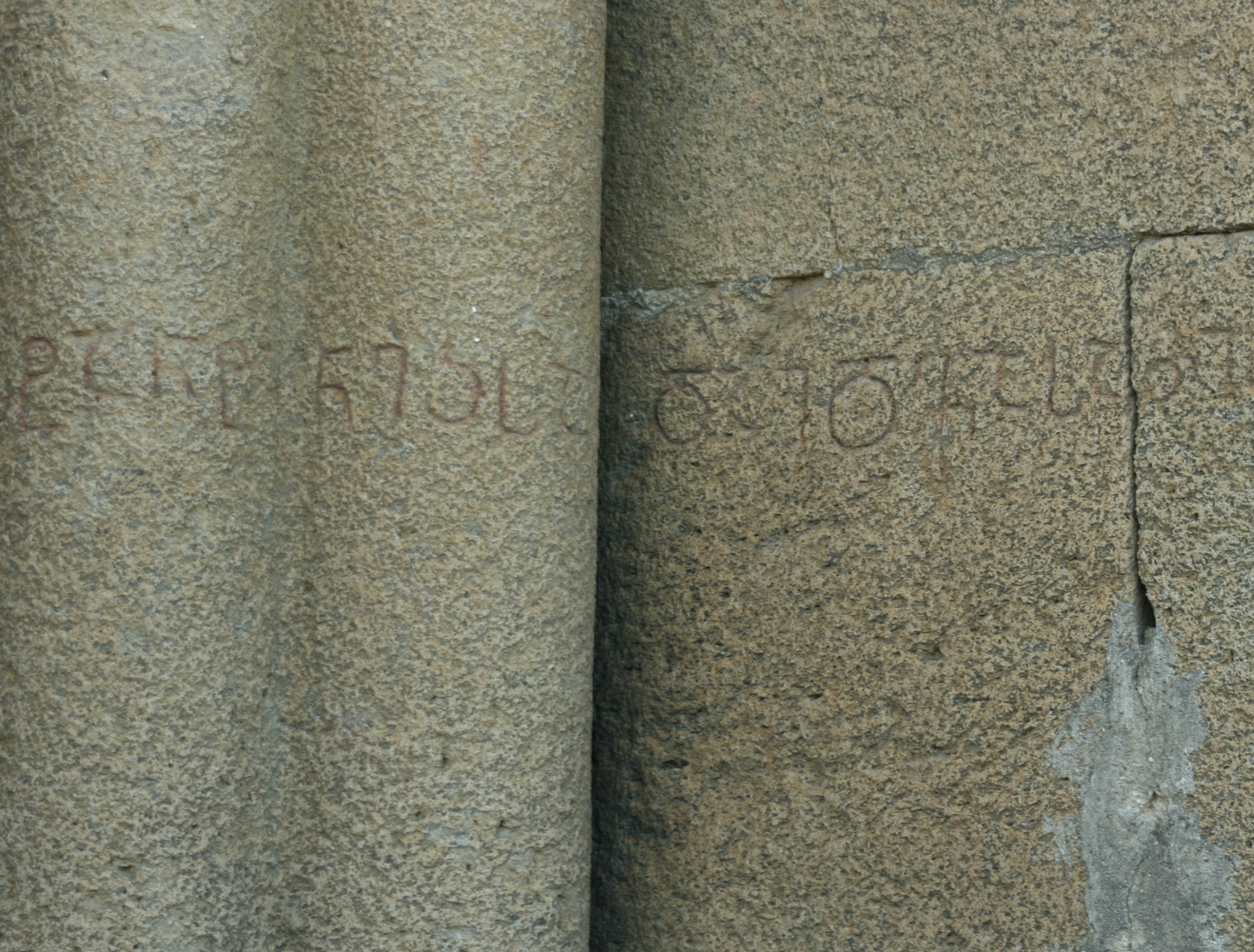
Церковь Самшвилдский Сион. Грузинская надпись VIII века

Церковь Самшвилдский Сион является частью исторического места Самшвилде, расположенного в скалистой местности у слияния рек Храми и Чивчави 4 км к югу от города Тетри-Цкаро. Согласно средневековой грузинской традиции давать церквям названия в честь определённых мест на Святой земле, собор носит имя горы Сион в Иерусалиме. Согласно раннесредневековым грузинским летописям «Картлис цховреба», церковь Самшвилдский Сион основала в V веке царица Сагдухт; археологам не удалось обнаружить остатки этой церкви.
Сохранившиеся фрагменты церкви Самшвилдский Сион датируются периодом 759—777 годов, как следует из надписи средневековым грузинским шрифтом асомтаврули на хорошо сохранившемся восточном фасаде. Там упомянуты византийские императоры того времени Константин V и Лев IV Хазар.

## Описание
Церковь построена из аккуратно обтёсанных блоков жёлтого песчаника и имеет размеры 24×24 м. Это трёхнефное здание с центрально расположенным куполом и прямоугольной планировкой. Церковь Самшвилдский Сион имеет заметное сходство с церковью Цроми в Шида-Картли, но здесь, в отличие от Цроми, имелись две длинные галереи на юге и севере, которые заканчивались отдельными часовнями на востоке.
Купол опирался на пересечение продольной и поперечной осей и поддерживался четырьмя отдельно стоявшими колоннами. Переход от квадратной травеи к круглому куполу осуществлялся посредством тромпа. Боковые апсиды открыто сообщались с алтарём и центральной травеей. Помимо надписи XVIII века об основании церкви, есть ещё одна сильно поврежденная, почти неразборчивая грузинская надпись на южном фасаде, а рядом с ней фрагмент на армянском языке, упоминающий армянского католикоса Геворга III Лореци (XI век).